# Аеродром Лил
Аеродром Лил (фр. Aéroport de Lyon-Saint Exupéry), незванично познат и као Лескин, је међународни аеродром великог француског града Лила, смештен 7 km јужно од града.
Аеродром у Лилу је дванаести по промету путника у Француској - 2023. године кроз њега је прошло преко 1,8 милиона путника. Аеродром је значајнији по карго превозу, где се убраја међу први пет у држави. 